# Connect (canção de ClariS)
"Connect" (コネクト, Konekuto) é uma música da ClariS, usada como tema de abertura do anime Puella Magi Madoka Magica. Foi lançada em 2 de fevereiro de 2011 pela SME Records.

## Desempenho nas paradas
| Parada (2011)                    | Melhor posição |
| -------------------------------- | -------------- |
| Japão Billboard Japan Hot 100    | 17             |
| Japão Singles Semanais da Oricon | 5              |